# Emil Bode
Emil Bode (Rotenburg del Fulda, 1835-1885) fue un artillero alemán
En 1854 era oficial en Hesse y en 1866 entró en el ejército prusiano perteneciendo desde 1868 como jefe de sección al comité de ensayos de artillería. Él fue el que introdujo en la artillería alemana de sitio y plaza (y de ella la tomaron las de las demás potencias) el mortero de pequeño calibre (9 cm.)
Hizo notables estudios sobre mixtos, espoletas y pólvoras de grano grueso.
Publicó Pulverversuche in Preußen von 1869-1880 (Berlín, 1881)